# De l'Escaille
De familie de l’Escaille is een oud Belgisch adellijk geslacht, oorspronkelijk 
gevestigd in het Hertogdom Brabant vanaf de 13e eeuw. Verschillende leden van de familie de l’Escaille worden herinnerd voor hun militaire en politieke invloed. Door huwelijk is dit geslacht verbonden met tal van adellijke Europese families.

## Geschiedenis
- In 1548 verleende Keizer Karel V een wapenbrief aan François de l'Escaille, Heer van Faulez, in dienst van de Keizer.
- In 1718 verleende keizer Karel VI, langs de kanselarij van het Heilig Roomse Rijk, erfelijke adel aan Godefroid-Laurent de l'Escaille, met bevestiging van het door keizer Karel verleende wapenschild.
- In 1736 werd de adelsverheffing ten gunste van dezelfde bevestigd, met terugwerkende kracht tot 1718 door de kanselarij van de Zuidelijke Nederlanden.

## Genealogie
- Yvain de l'Escaille (1250-?)
- Bernard de l'Escaille (?-1407), Heer van Faulez en del Warde, x (?)
- Pierre de l'Escaille (?-?), Heer van Faulez, x Ursule Ronet (?)
- Jean de l'Escaille (?-1520), Heer van Faulez, x Jeanne d'Orley (?)
- Francois de l'Escaille (?-1549), Heer van Faulez, x Jeanne de Ferry (?)
- Jean de l'Escaille (?-1571), Heer van Faulez, x Catherine de Stradio (?)
- Pierre de l'Escaille (1560-1625) x Walburge d'Esneux Denys (?-1625)
  - Laurent de l'Escaille (1600-1679) x Agnes Goffin (1629-1693)
  - Michel de l'Escaille (1601-?) x Marie de Linchant (?)

Tak Michel de l'Escaille 
- Henri de l'Escaille (1633-?) x Anne-Marie de Tombeur (?)
- Michel-Francois de l'Escaille (1668-?) x Marie Leemans de Neerwinge (1680-?)
- Gabriel Michel Francois de l'Escaille (1706-?), Heer van Aemoers, x Marie Josephine de Mockenborg (?-?)
- Emmanuel de l'Escaille (1759-1827), Heer van Hampteau en Lier, x Gravin Marie-Caroline de Grez (1762-1826)
  - Louis de l'Escaille (1791-1872) x Marie de Baillet (1801-1887)
    - Louis de l'Escaille (1829-1860) x Marie van Overstraeten (°1825)
      - Dunstan de l'Escaille (1853-1922) (zonder nakomelingen, zie hierna)
      - Joseph de l'Escaille (1864-1943) (zonder nakomelingen, zie hierna)

  - Pierre de l'Escaille (1793-1870) x Barones Marie d'Erp de Holt et Baerlo (°1805)
    - Henri de l'Escaille (1843-1921) (zie hierna)

## Dunstan de l'Escaille
Dunstan Isidore Marie Jeanne Louis de l'Escaille (Muizen, 7 december 1853 - Kortenberg, 20 januari 1922) verkreeg in 1886 erkenning in de Belgische erfelijke adel. Hij trouwde in Brussel in 1882 met Alice Tack (1857-1934). Ze kregen vijf kinderen, maar zonder verdere nakomelingen.

## Joseph de l'Escaille
Joseph Jean Marie Stanislas de l'Escaille (Mechelen, 20 april 1858 - Rhisnes, 5 juni 1934), broer van Dunstan, trouwde in 1883 in Malonne met zijn schoonzus Valentine Tack (1864-1943). Ze kregen drie dochters. In 1886 verkreeg hij eveneens erkenning in de Belgische erfelijke adel.

## Henri de l'Escaille
- Henri Ernest Théodore de l'Escaille (Leuven, 9 maart 1843 - Hamont, 11 december 1921) verkreeg in 1886 erkenning in de Belgische erfelijke adel. Hij werd burgemeester van Sluizen en trouwde in 1869 met Marie de Radiguès de Chennevière (1847-1905). Ze kregen tien kinderen, onder wie drie zoons met afstammelingen.
  - Bernard de l'Escaille (1874-1957) was Belgisch ambassadeur. Hij trouwde tweemaal maar bleef kinderloos.
  - Pierre de l'Escaille (1876-1957) trouwde met Gravin Marie Cornet d'Elzius de Peissant (1871-1955).
    - Michel Henri de l'Escaille (1916-1944), omgekomen in het concentratiekamp Neuengamme.

  - Paul de l'Escaille (1877-1936), burgemeester van Attenrode-Wever, trouwde in Gent in 1920 met Elodie de Turck de Kersbeek (1882-1962). Met afstammelingen tot heden.
  - Gabriel de l'Escaille (1890-1954) trouwde in Turnhout in 1922 met Barones Marie de Fierlant (1887-1947).
    - Edouard de l'Escaille (1925-1955) trouwde in Sint-Pieters-Woluwe met Nadine Powis de Tenbossche (°1934).
      - Thierry de l'Escaille (°1955) trouwde in Tervuren in 1983 met Inès de Schaetzen van Brienen (°1962), met afstamming tot heden. Thierry de l'Escaille is onder meer voorzitter van de Vereniging voor de bescherming van het cultureel onroerend erfgoed.